# Parasyrisca asiatica
Parasyrisca asiatica är en spindelart som beskrevs av Ovtsharenko, Platnick och Yuri M. Marusik 1995. Parasyrisca asiatica ingår i släktet Parasyrisca och familjen plattbuksspindlar. Inga underarter finns listade i Catalogue of Life.